# Antonio García Vázquez
Antonio García Vázquez (Vigo, España, 28 de septiembre de 1926- Vigo, España, 28 de julio de 2021) fue un exfutbolista español que se desempeñaba como defensa.

## Clubes
| Club                         | País   | Año       |
| ---------------------------- | ------ | --------- |
| R. C. Deportivo de La Coruña | España | 1946-1954 |